# Aïssata Soulama
Aïssata Soulama (sinh ngày 11 tháng 2 năm 1979) là một vận động viên điền kinh và điền kinh Burkina Faso, người chuyên vượt rào 400 mét. Cô cũng giữ kỷ lục Burkinabé hiện tại 53,81 trên 400 mét.
Cô đã tham dự Thế vận hội Mùa hè 2008 ở Bắc Kinh, ở nội dung vượt rào 400 mét, nơi cô vượt qua vòng loại thứ hai, là người chậm nhất trong vòng loại với thời gian 56,37 giây.

## Thành tích giải đấu
| Năm                       | Giải đấu                  | Địa điểm                           | Thứ hạng                  | Nội dung                  | Chú thích                 |
| Representing Burkina Faso | Representing Burkina Faso | Representing Burkina Faso          | Representing Burkina Faso | Representing Burkina Faso | Representing Burkina Faso |
| ------------------------- | ------------------------- | ---------------------------------- | ------------------------- | ------------------------- | ------------------------- |
| 2003                      | World Championships       | Paris, France                      | 25th (h)                  | 400 m hrd                 | 61.86                     |
| 2003                      | All-Africa Games          | Abuja, Nigeria                     | 5th                       | 100 m hrd                 | 14.42                     |
| 2003                      | All-Africa Games          | Abuja, Nigeria                     | 4th                       | 400 m hrd                 | 58.94                     |
| 2003                      | Afro-Asian Games          | Hyderabad, India                   | 4th                       | 400 m hrd                 | 57.99                     |
| 2004                      | African Championships     | Brazzaville, Republic of the Congo | 6th                       | 400 m hrd                 | 58.97                     |
| 2004                      | African Championships     | Brazzaville, Republic of the Congo | 6th                       | 4 × 100 m relay           | 46.77                     |
| 2004                      | Olympic Games             | Athens, Greece                     | 30th (h)                  | 400 m hrd                 | 57.60                     |
| 2005                      | World Championships       | Helsinki, Finland                  | 29th (h)                  | 400 m hrd                 | 59.28                     |
| 2005                      | Jeux de la Francophonie   | Niamey, Niger                      | 2nd                       | 400 m hrd                 | 58.40                     |
| 2006                      | African Championships     | Bambous, Mauritius                 | 3rd                       | 400 m hrd                 | 57.27                     |
| 2007                      | All-Africa Games          | Algiers, Algeria                   | 2nd                       | 400 m hrd                 | 55.49                     |
| 2007                      | World Championships       | Osaka, Japan                       | 27th (h)                  | 400 m hrd                 | 57.06                     |
| 2008                      | African Championships     | Addis Ababa, Ethiopia              | 3rd                       | 400 m hrd                 | 56.13                     |
| 2008                      | Olympic Games             | Beijing, China                     | 11th (sf)                 | 400 m hrd                 | 55.69                     |
| 2009                      | World Championships       | Berlin, Germany                    | 34th (h)                  | 400 m hrd                 | 59.20                     |
| 2009                      | Jeux de la Francophonie   | Beirut, Lebanon                    | 7th                       | 400 m hrd                 | 60.93                     |
| 2010                      | African Championships     | Nairobi, Kenya                     | 5th                       | 400 m hrd                 | 57.19                     |